# Mistborn: L'Ultimo Impero
Mistborn: L'Ultimo Impero (Mistborn: The Final Empire) è il primo romanzo della saga fantasy di Mistborn scritta da Brandon Sanderson. Il libro è stato pubblicato per la prima volta nel 2006 dalla casa editrice Tor Books negli Stati Uniti, e nel 2009 dalla Fanucci Editore.

## Trama
Sono passati mille anni dal giorno dell'Ascensione, il misterioso evento che fece diventare il sole rosso, riempì l'atmosfera di piogge di cenere, e rese la terra morente e poco produttiva; ma soprattutto quello fu il giorno in cui il Lord Reggente ottenne un tale potere - il potere di una divinità - che gli permise di unire l'umanità in un'unica nazione, in un unico impero. Venne chiamato Ultimo Impero, perché sarebbe durato in eterno e nessun'altra nazione avrebbe potuto esistere e governare il mondo.
A Luthadel, la città capitale dell'Ultimo Impero, una giovane ladra skaa chiamata Vin è stata abbandonata da suo fratello Reen ed è stata costretta a lavorare per Camon, un esponente della malavita locale, per onorare i suoi debiti. Il brutale capobanda, la porta con sé per concludere una spericolata truffa ai danni, nientemeno, del Dicastero delle Finanze dello spietato Culto d'Acciaio, l'ordine di sacerdoti che adorano e servono il Lord Reggente.
L'imbroglio va a buon fine ma solo perché Vin utilizza il suo potere segreto, la Fortuna, capace di rendere le persone più accondiscendenti; la ragazza non può sapere che le sue abilità hanno attirato l'attenzione di un Inquisitore d'Acciaio e solo l'intervento di Kelsier, il leggendario Sopravvissuto di Hathsin, permetterà loro di farla franca.
Successivamente Kelsier salverà Vin dall'ennesima sfuriata di Camon e recluterà la ragazzina nella sua banda di ladri. L'uomo non solo le spiega che la Fortuna, la sua abilità segreta, non è altro che uno dei poteri dell'allomanzia, ma riesce a dimostrare che lei è dotata di un talento rarissimo: è un Mistborn - proprio come Kelsier - una persona capace di usare tutti i poteri allomantici!
Subito dopo questa scoperta, Kelsier presenta Vin agli altri membri della banda, delinquenti di Luthadel, ognuno con competenze e poteri allomantici diversi: c'è Ham, il Lottatore, capace di bruciare peltro; c'è Breeze, il Sedatore, che può bruciare l'ottone; c'è Clubs, l'Offuscatore, che brucia il rame, e suo nipote Spook, che brucia stagno. Infine c'è Dockson, l'unico a non essere un Misting ma anche l'unico ad avere eccezionali capacità amministrative e logistiche.
Kelsier propone ai suoi uomini un lavoro grandioso, il primo da quando è fuggito dalle terribili Fosse di Hathsin, anni or sono. Essi aiuteranno Yeden, uno dei leader della ribellione skaa, a radunare e addestrare un esercito di 10.000 soldati da utilizzare per rovesciare definitivamente il regime del Lord Reggente. Alle 30.000 piastre d'oro promesse dal capo dei ribelli si aggiunge una seconda ricompensa, ben più succulenta: la leggendaria riserva di Atium, il metallo più prezioso del mondo, che l'imperatore accumula da mille anni e che custodisce gelosamente nella sua fortezza. La banda elabora un piano: dopo aver creato l'esercito ribelle, dovranno scatenare il caos a Luthadel, per agevolare la presa della città. Kelsier e i suoi uomini stabiliscono che il modo più efficace per realizzarlo è far scoppiare una guerra fra le grandi casate della nobiltà, in modo da lasciarla debole e divisa nel momento dell'attacco. Inoltre, grazie a Vin, trovano un escamotage per far allontanare la guarnigione di 20.000 uomini dalla città: attaccare le Fosse di Hathsin. Esse infatti non sono solo delle colonie penali per skaa troppo audaci; sono anche l'unica miniera di Atium al mondo. In caso di attacco l'imperatore invierà a difenderle le truppe disponibili più vicine…ovvero proprio quelle della guarnigione di Luthadel. Breeze e Ham vengono quindi incaricati di reclutare e addestrare le truppe; l'equipaggiamento e i rifornimenti all'esercito vengono invece affidati ad un complice di Kelsier che ha ucciso e preso il posto di un nobile provinciale, tale Lord Renoux; lo stesso Kelsier si occuperà invece di scatenare la guerra fra casate mentre a Vin venne affidato il compito di infiltrarsi nella nobiltà, spacciandosi per la nipote di Renoux, in modo da ottenere informazioni sui rapporti tra le varie casate. Infine Marsh, il fratello di Kelsier, si offrì volontario per la pericolosa missione di infiltrarsi nei ranghi del Culto d'Acciaio e scoprire il punto debole degli Inquisitori.
Vin intanto comincia il suo addestramento da Mistborn con Kelsier e viene istruita da Sazed, un Custode di Terris amico di Kelsier, agli usi e costumi della nobiltà dell'Ultimo Impero,in modo che la sua infiltrazione risulti quanto più convincente possibile. Le informazioni raccolte sotto le false spoglie di Valette Renoux permettono a Kelsier di far alzare la tensioni fra le dodici Grandi Casate di Luthadel. La sua partecipazione alle feste dei nobili creano due grandi problemi per Vin: innanzitutto finirà con l'innamorarsi di Elend Venture, erede della Casata Venture, la più potente della capitale; in secondo luogo ella comincerà a smarrire la sua identità, divisa tra Vin la ladra e Vin la nobildonna.
Il piano procede di gran carriera finché Kelsier non decide di entrare di nascosto in Kedrik Shaw, la fortezza del Lord Reggente. Egli è ossessionato dal segreto celato all'interno di una sala del palazzo, un segreto che tentò di svelare anni or sono insieme a sua moglie Mare. Prima di completare l'esplorazione (e l'eventuale furto), i due vennero catturati dagli Inquisitori e dal Lord Reggente in persona, che ordinò la loro deportazione alle Fosse di Hathsin. Le parole dell'imperatore che ringraziavano sua moglie per averlo tardito, crearono una ferita nel cuore di Kelsier che ancora stenta a guarire. Vin e Kelsier giungono di nuovo nella grande sala ma ancora una volta gli Inquisitori sono lì ad aspettarli: nella lotta che ne segue, Vin viene ferita gravemente e solo l'intervento di Sazed impedirà la sua morte prematura. Nonostante ciò, i due ladri non tornano a mani vuote: nella confusione erano riusciti infatti a sottrarre dalla sala un antico libro. Nella speranza che possa contenere utili informazioni per distruggere l'imperatore, Kelsier affida il tomo alla sapienza di Sazed: il libro si rivela però essere un diario scritto dal Lord Reggente poco prima dell'Ascensione e a parte scoprire il suo vero nome, Alendi, e il fatto che temeva un suo attendente di nome Rashek, non trovarono nulla di utile per la loro missione. Alle tristi notizie si aggiunge la scoperta dell'omicidio di Marsh da parte degli inquisitori.
Dopo lunghi mesi di fatica, la banda di Kelsier riesce a reclutare circa settemila soldati con cui attaccare la guarnigione di Luthadel. Tuttavia, Yeden, galvanizzato dai successi ottenuti, decide di esporre l'esercito in battaglia e la maggior parte di esso viene trucidato dalle forze imperiali. I duemila superstiti vengono salvati da Kelsier e trasferiti di nascosto a Luthadel. Le manovre ribelli, ad ogni modo, non passano inosservate e il Culto d'Acciaio riesce a scoprire i legami tra la Casata Renoux e i ribelli; il falso Lord Renoux e i suoi servi vengono catturati e condotti in piazza per una pubblica esecuzione
Kelsier e alcuni dei soldati rimanenti accorrono per salvarli, riuscendo anche a liberare la maggior parte di loro. Durante gli scontri Kelsier riesce ad uccidere un Inquisitore, affascinando la folla di skaa che assisteva; questo oltraggio fa scendere in campo direttamente il Lord Reggente che dimostra a tutti la sua apparente onnipotenza, uccidendo con un manrovescio il Sopravvissuto di Hathsin.
Kelsier muore sereno, con la certezza sia di aver innescato la fine dell'Impero, sia della lealtà della moglie, che come dimostrato da Vin non lo tradì mai.
La leggenda del Sopravvissuto di Hathsin tuttavia non muore con lui. Gli skaa scendono quella notte stessa per le strade e incoraggiati dalle apparizioni di Kelsier - in realtà è il Kandra, ovvero il mutaforma che aveva impersonato Lord Renoux - e scatenano una rivolta. 
Come previsto nessuno può fermarli: i nobili sono troppo indeboliti dalla loro guerra per poter intervenire e la guarnigione è ancora fuori città a dar la caccia ai ribelli di Yeden.
Il Kandra spiega alla banda che Kelsier aveva già intenzione di diventare un martire al fine di ispirare gli skaa; e aveva incentrato questo piano per dare ad ogni membro della banda un'esperienza con cui guidare il nuovo governo.
A Vin Kelsier aveva lasciato l'undicesimo metallo, a cui lui aveva attribuito il potere di uccidere il Lord Reggente. La ragazza sa quindi che cosa deve fare per porre fine all'Impero: ella si introduce a Kredik Shaw, per uccidere l'imperatore, ma il suo tentativo viene ostacolato dagli Inquisitori che la catturano e la trascinano in cella. Ancora una volta Sazed viene in suo soccorso. Essendo un Custode e quindi un feruchemista, Sazed riesce a rompere le sue catene con la forza conservata in una metalloscorta nel suo stomaco, poi aiuta Vin a recuperare le sue cose e le sue fiale di metalli allomantici.
Vin di nuovo libera attacca ancora una volta il Lord Reggente e tenta di usare l'undicesimo metallo: mentre lo brucia vede come fosse in passato l'imperatore, ma ciò non lo aiuta ad ucciderlo.
Solo l'intervento di Marsh, creduto morto fino a quel momento, trasformato invece in Inquisitore, le permette di sopravvivere e di capire il segreto del Lord Reggente: egli non era Alendi, bensì Rashek!
Il Lord Reggente ha il potere di utilizzare contemporaneamente sia la feruchemia che l'allomanzia.
Nella lotta che segue, Vin riesce a separare l'imperatore dai suoi braccialetti feruchemici, responsabili della sua apparente immortalità; in pochi minuti il sovrano invecchia rapidamente, e muore trafitto con una lancia dalla stessa Vin.
L'Ultimo Impero si avvia al collasso. Il desiderio di Kelsier è esaudito.

## Personaggi
- Kelsier
- Vin
- Sazed
- Ladrian Breeze
- Dockson
- Hammond
- Lestibournes
- Elend Venture
- Claudent Clubs
- Marsh
- Lord Reggente
- Lord Renoux
- Yeden
- Camon